# Letteratura barocca

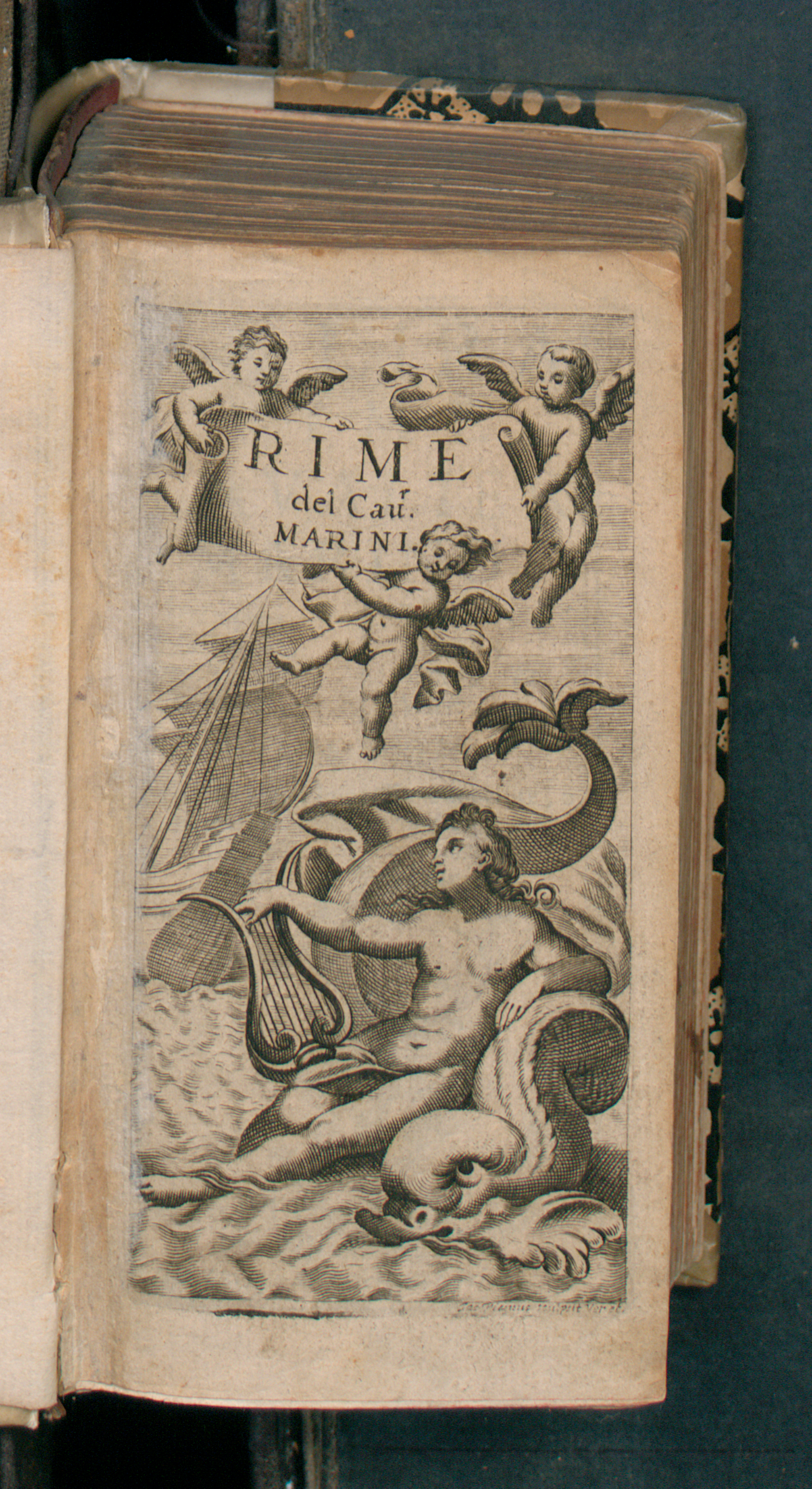
Edizione seicentesca delle Rime di Giovan Battista Marino, il massimo esponente italiano della letteratura barocca, in particolare del marinismo che da lui prende il nome

Con letteratura barocca si intende quell'insieme di scrittori e correnti letterarie comprese tra la seconda metà del '500 e il '600, caratterizzato da estrosità, fantasia, esagerazione, gusto del bizzarro, riflessioni religiose, pensieri sulla precarietà e lo scorrere inesorabile del tempo.

## Storia
Il movimento barocco sorse alla fine del XVI secolo e finì intorno alla metà del XVII.
Benché legato sin dall'inizio alla Controriforma, il movimento letterario barocco ebbe una sfera d'influenza più ampia, che si estese anche alla cultura protestante. Tra i rappresentanti protestanti della letteratura barocca si distinguono autori come Théodore Agrippa d'Aubigné, Jean de Sponde e Théophile de Viau. In Spagna, la corrente barocca è rappresentata, tra gli altri, da Pedro Calderón de la Barca e Lope de Vega. Andreas Gryphius e Martin Opitz furono i più celebri rappresentanti del barocco in Germania, mentre in Italia godette di enorme fama il poeta Giovan Battista Marino (che dette avvio alla corrente del marinismo), e Tommaso Gaudiosi che avrà poi una certa influenza su Leopardi due secoli dopo. In Inghilterra, si trova un'importante impronta barocca nell'eufuismo ma anche in alcune opere di William Shakespeare, sia sul piano tematico che formale. Tra gli scrittori barocchi ispano-americani spiccano Suor Juana Inés de la Cruz, Carlos de Sigüenza y Góngora e Juan Ruiz de Alarcón.
Lo stile barocco fu molto rinomato nel periodo della sua fioritura, ma cadde nel discredito a partire dal settecento e venne riscoperto solo verso la fine della seconda guerra mondiale per quanto riguarda le arti figurative, e negli anni '30 per quanto riguarda la letteratura, grazie a opere come Lo barroco di Eugeni d'Ors, e successivamente, seguendo la linea tracciata da d'Ors, con le opere di molti storici della letteratura come quelle di Jean Rousset negli anni '50.
Il barocco emerse in un periodo di crisi (caratterizzato dalle guerre di religione) e si svolse in un'epoca trasformata da grandi scoperte geografiche (le Americhe) e dal progresso tecnico. Quest'epoca fu anche sconvolta dalle nuove scoperte scientifiche, a partire da quelle di Niccolò Copernico e Galileo, che dimostrano che la terra non è al centro dell'universo. Il movimento barocco, particolarmente il marinismo, si oppose al classicismo. Per utilizzare concetti nicciani, il barocco potrebbe essere paragonato ad un moto "dionisiaco" (legato all'instabilità, all'eccesso, ai sensi e alla follia), proto-romantico, opposto al movimento "apollineo" (legato alla razionalità, all'intelletto, all'ordine e alla misura) del classicismo che sarà sostenuto dalla nascita dell'Accademia dell'Arcadia.

## Artisti e correnti
Per quanto riguarda la produzione lirica, la maggior corrente barocca, chiamata concettismo, è certamente rappresentata in Italia e in Europa dal marinismo, corrente guidata da Giovan Battista Marino, che in Spagna assume la definizione di gongorismo, capeggiato da Luis de Argote y Góngora, in Francia di preziosismo con Vincent Voiture tra i massimi esponenti, in Inghilterra di eufuismo grazie alle opere di John Lyly e alla metafisica di John Donne.
Sul piano estetico la lirica del barocco tenta di superare, grazie ad una sintesi, la dicotomia rinascimentale tra i sostenitori di un'arte pedagogica, rappresentati da Alessandro Piccolomini e Giulio Cesare Scaligero, e quelli a favore di un'arte edonistica, appoggiati da Antonio Riccoboni e Battista Guarini.

## Caratteri generali
Nel Barocco l'intellettuale non può affrontare i temi a lui preferiti poiché con l'avvento della Controriforma i temi adoperati si erano ridotti notevolmente. Data la riduzione dei temi il maggior intento degli intellettuali è quello di far recepire al lettore il vero significato dei loro testi. I letterati di questo periodo si esprimono con un linguaggio così raffinato da fare di questo il loro maggior pregio artistico. Questa letteratura si distingue dal precedente manierismo perché è una letteratura sperimentale: grazie ad essa si sperimentano nuove forme di letteratura, che apriranno la strada all'illuminismo.
La letteratura barocca si oppone alla tradizione rinascimentale basata su regole codificate, come la regolarità, la misura, l'equilibrio, proponendo invece la ricerca del meraviglioso, la libera invenzione, il gusto del fantastico. Viene meno il pensiero umanistico-rinascimentale che si fondava sul riconoscimento della dignità dell'uomo e sulla fiducia nella corrispondenza armoniosa tra uomo (microcosmo) e universo (macrocosmo). Le forme pastorali e mitologiche utilizzate a tal scopo, indicano da una parte il tentativo di approfondire il mondo fantastico come specchio del reale ma anche dell'inverosimile, e dall'altra invece la formazione di una nuova realtà mondana incapace di penetrare autenticamente nel tessuto di costume. In conseguenza delle scoperte scientifiche, geografiche che alterano la dimensione del mondo e del cosmo noto, viene alterato l'equilibrio presente nel Rinascimento tra uomo e universo. Di conseguenza la letteratura barocca tende a manifestare il senso di precarietà e di relativismo delle cose note e dei loro rapporti. Non è un caso che la meraviglia, posta come canone estetico dalla poesia, e la metafora esprimano le perdite di certezze e di una natura fissa degli oggetti del mondo, sostituite da apparenze ingannevoli. Scrive infatti il poeta Giambattista Marino: "È del poeta il fin la meraviglia (Parlo de l'eccellente, non del goffo): Chi non sa far stupir, vada a la striglia". Quindi le due facce della letteratura barocca sono sia la ricerca di una realtà sempre più sfuggente ed imprecisa, sia la manifestazione di una chiara delusione per il mondo concreto, e di una necessità di evadere verso un mondo illusorio.
Vi è un'abolizione della gerarchia dei generi letterari, infatti c'è una contaminazione fra loro (es: Aminta di Tasso).
Si allargano gli spazi delle arti a figure, temi e contenuti tradizionalmente considerati non affrontabili nella letteratura (per la bassezza dei contenuti). 
La nuova realtà è dunque, come già detto, caratterizzata dalle nuove scoperte geografiche, scientifiche (microscopio, circolazione del sangue studiata da William Harvey), astronomiche (Niccolò Copernico, Giordano Bruno, Galileo Galilei, Isaac Newton, Keplero). A questo proposito il critico Giovanni Getto scrive che "mentre il mondo dilata i suoi confini geografici ed astronomici e la natura modifica i suoi princìpi biologici e meccanici, mentre ritorna ad essere una presenza preoccupante Dio, o severamente custodito nella complicata analogia dei sistemi teologici dell'ortodossia cattolica e protestante o ineffabilmente allontanato negli abissi delle grandi e complesse esperienze mistiche, l'uomo lotta per il possesso di questo mondo e di questo Dio raffinando la sua filologia, suscitando e perfezionando una tecnica per ogni settore del sapere". Il critico aggiunge che a differenza del Medioevo e del Rinascimento "la civiltà barocca al contrario non ha una sua fede e una sua certezza [...]. La sua unica certezza è nella coscienza dell'incertezza di tutte le cose, dell'instabilità del reale, delle ingannevoli parvenze, della relatività dei rapporti tra le cose". Un celeberrimo esempio di questa nuova temperie culturale è dato dal monologo di Amleto nell'omonima tragedia di William Shakespeare ("Essere o non essere, questo è il dilemma"). Amleto dimostra di essere l'eroe del dubbio, un antieroe lacerato dall'incertezza, in un mondo che ha perduto ogni fiducia nelle capacità conoscitive della ragione.
Nel Barocco vi è anche una componente ludica: l'opera viene scritta con l'intento di stupire il lettore. Nel genere lirico vi è un'ironia di fondo, si dissolvono i canoni petrarchisti della donna come modello di bellezza semidivina.
Inoltre viene enfatizzata l'idea del doppio: le cose non si mostrano mai per quello che sono, a dimostrazione dell'artificiosità della natura umana. La finzione è il tratto fondamentale del genere letterario ed artistico: l'uomo è un insieme di maschere diverse che usa a seconda delle occasioni. L'idea del doppio è presente per esempio in modo evidente nelle vicende del Don Chisciotte di Miguel de Cervantes. Realtà ed illusione si intrecciano, i due piani si confondono l'uno con l'altro tanto che il rapporto fra le due dimensioni è ribaltato. E nella seconda parte del don Chischiotte il protagonista legge il racconto delle proprie avventure (la prima parte del romanzo) ed è quindi sia protagonista sia lettore del libro.
Si possono poi citare illustri esempi nel teatro.
Calderón de la Barca nel suo dramma La vita è sogno mostra una vicenda che è un continuo scambio tra realtà e finzione, senza che il protagonista riesca a distinguerle ed il messaggio del capolavoro del drammaturgo spagnolo è proprio che la realtà è sogno. La vita, come tutti i sogni, è caratterizzata da illusorietà, fugacità del tempo, vanità delle cose. L'esistenza è quindi illusoria e inconsistente. Nell'Amleto di William Shakespeare giungono a corte degli attori girovaghi a cui il principe danese chiede di mettere in scena una vicenda che è quella dell'Amleto stesso: gli spettatori vedono così i personaggi della tragedia che diventano a loro volta spettatori della stessa tragedia di cui sono protagonisti.

## Critica
Nonostante il grande successo ottenuto tra i contemporanei, la critica successiva (a partire dagli arcadici) ha solitamente svalutato la letteratura barocca, accusandola di eccessi stilistici e retorici, nonché di eccessiva lascivia e definendola decadente. L'Ottocento e buona parte del Novecento hanno proseguito lungo questa scia critica, mentre nella seconda metà del Novecento si è assistito a un progressivo recupero della letteratura barocca, ad opera di alcuni importanti critici come Giovanni Getto, Marzio Pieri e Giovanni Pozzi.

## La commedia dell'arte
La commedia dell'arte, nata in Italia nel XVI secolo e rimasta popolare sino al XVIII secolo, era una modalità di produzione degli spettacoli in cui la rappresentazione era basata su un canovaccio (che forniva una narrazione di massima indicativa di ciò che sarebbe successo sul palco). Spesso le rappresentazioni erano tenute all'aperto con una scenografia fatta di pochi oggetti.
Questo tipo di teatro era sostanzialmente improvvisato e prevedeva l'uso di maschere e quindi di personaggi fissi (Pulcinella, Pantalone, Balanzone ecc.).
Inoltre, all'interno di questo tipo di commedia erano previsti scontri linguistici, dati dalla mescolanza di parlate regionali di ciascun personaggio, dando così origine ad un vero e proprio plurilinguismo.
La commedia dell'arte trovò una vera e propria nemica nella chiesa riformata, la quale osteggiò un tipo di rappresentazione che si riteneva blasfema, dove gli interpreti erano animati da forze diaboliche, pericolosi turbatori della vita di tutti i giorni.

## Opere letterarie esemplari
- Amleto di William Shakespeare
- La Tempesta di William Shakespeare
- Lo schiavo del Demonio di Antonio Mira de Amescua
- La secchia rapita di Alessandro Tassoni
- Don Chisciotte della Mancia di Miguel de Cervantes Saavedra
- Persiles e Sigismonda di Miguel de Cervantes Saavedra
- L'ingannatore di Siviglia e il convitato di pietra di Tirso de Molina
- Amor nello specchio di Giovan Battista Andreini
- La Centaura di Giovan Battista Andreini
- L'Adone di Giambattista Marino
- La vita è sogno di Pedro Calderón de la Barca
- Il Gran Teatro del Mondo di Pedro Calderón de la Barca
- Il mago dei prodigi di Pedro Calderón de la Barca
- Dialogo sopra i due massimi sistemi del mondo di Galileo Galilei
- Il cannocchiale aristotelico di Emanuele Tesauro